# Silja Rantanen
Silja Irene Rantanen, född 30 juli 1955 i Helsingfors, är en finländsk målare.
Silja Rantanen är dotter till ingenjören Esko Rantanen och textilkonstnären Kirsti Rantanen. Hon utbildade sig i arkitektur på Tekniska Högskolan i Helsingfors 1974–1976 och på Bildkonstakademin i Helsingfors 1976–1978. Hon var lärare på Konstindustriella högskolan i Helsingfors 1983–1986, tillförordnad professor på Kungliga Konsthögskolan i Stockholm 1994–1995 och blev professor i måleri på Konstuniversitetet i Helsingfors 2009. Hon disputerade 2014 vid Bildkonstakademin på en avhandling om nutida konst, vilken blev den första rent teoretiska avhandlingen i högskolans historia.
Silja Rantanen hade sin första separatutställning 1982 på Galleria Sculptor i Helsingfors och deltog i Venedigbiennalen 1985. Hennes bildspråk bygger på arkitektoniska formelement eller citat från tidig renässanskonst. Hon har utfört flera monumentalutsmyckningar, till exempel altarväggen i Tavastby kyrka (1992) och väggdekoren för Finlands ambassad i Berlin (2001). Sara Hildéns konstmuseum i Tammerfors höll 2011 en retrospektiv utställning av hennes arbeten. Rantanen är representerad vid bland annat Göteborgs konstmuseum.
Hon fick Ars Fennica-priset 1996 och Carnegie Art Awards andrapris 2000. Hon mottog Pro Finlandia-medaljen 2005.
Hon bor och verkar i Helsingfors och Karis. Hon är gift med konstnären Carolus Enckell.

### Webbsidor
- Om Silja Rantanen på Kungliga Konsthögskolans webbplats. Läst 2013-11-20.